# 莱索托中央银行
莱索托中央银行（简称CBL）是莱索托王国的中央銀行，是莱索托洛蒂的发钞行，成立于1978年，总部位处莱索托王国首都马塞卢。其属于莱索托国家政府全资拥有的法人机构，但在职权行使上是依法独立自主管理的。

## 历史
1978年莱索托议会颁布了《1978年莱索托金融管理局法案》（Lesotho Monetary Authority Act of 1978）后，政府随即开始筹备成立莱索托金融管理局。到了1980年1月2日，莱索托金融管理局正式开始运作，同时发行了法定货币莱索托洛蒂。

莱索托金管局一直持续运作，直到1982年，莱索托议会通过新法案，莱索托金融管理局更名为莱索托中央银行（CBL），同时该法案也对新设立之莱索托央行之附加功能及职责进行了规范。接着於2000年8月，《2000年莱索托中央银行法案》（Central Bank of Lesotho Act of 2000）在议会通过生效，这一新法案赋予了莱索托央行更大的自主管理权。

2010年10月20日，莱索托央行应政府急需增加财政收入来源的要求。首次尝试发行了政府债券，原规划三年及五年两种债券合计发行1.25亿马洛蒂，实际总共发行了1.83亿马洛蒂。

2014年8月莱索托央行宣布设立了新机构信贷管理局，并将用其建立及管理信贷市场，和扩大对当地和外来投资者的信贷规模。

## 目标与职能
依据2000年颁发之《莱索托中央银行法》莱索托中央银行主要目标是实现和维持物价稳定，因此赋予以下职权：
- 保持国内资金之良性流动，并促进金融体系之正常运作。
- 制定，通过以及实施货币政策。
- 制定，通过以及实施外汇政策。
- 颁布，管理莱索托洛蒂，并提供兑换服务。
- 拥有，持有和管理官方外汇储备。
- 作为政府的经济顾问，以及担任莱索托政府的财政代理人。
- 作为银行和其他金融机构的监管机构。
- 促进支付系统有效运行。
- 促进金融体系的安全和健康发展。
- 监察和规范资本市场。

## 组织架构
莱索托中央银行由董事会进行管理。董事会成员由行长，两位副行长以及5位非执行董事组成:p14。行长为董事会当然主席，与两位副行长三位皆由莱索托国王根据首相之建议任命，而董事会之其余成员则由财政部部长任命。
| 莱索托中央银行董事会成员列表（2013年）:iii | 莱索托中央银行董事会成员列表（2013年）:iii | 莱索托中央银行董事会成员列表（2013年）:iii |
| 职位                                       | 名字                                       | 备注                                       |
| ------------------------------------------ | ------------------------------------------ | ------------------------------------------ |
| 主席                                       | 马特亚尼 R.A. Matlanyane                   | 行长                                       |
| 执行董事                                   | 马赫塔 M.P. Makhetha                       | 第一副行长                                 |
| 执行董事                                   | 马科内特 M.G. Makenete                     | 第二副行长                                 |
| 董事                                       | 曼戈阿拉 P.M. Mangoaela                    |                                            |
| 董事                                       | O. Letebele                                |                                            |
| 董事                                       | 拉帕帕 M. Rapapa                           |                                            |
| 董事                                       | M. Posholi                                 |                                            |
| 董事                                       | S. Malebanye                               |                                            |

全行现拥有约250名雇员，於行长之下设置之部门共有：
- 行长办公室
- 运营部
- 监管部
- 行政部
- 金融市场部
- 资讯及通讯科技部
- 研究部
- 企业事务部
- 财务部
- 内部审计部
- 企业风险管理部

## 备注
1. 1 2  年利率，截至2014年5月
2. ↑   註: